# Leinefelde-Worbis
Leinefelde-Worbis es una ciudad en el noroeste de Turingia, Alemania. Leinefelde-Worbis tiene 19.700 habitantes (2010) y esta parte del Distrito de Eichsfeld.
Leinefelde-Worbis se forma de la ciudad antigua Worbis en el norte con 5.000 inhabitantes, la ciudad nueva Leinefelde en el sur con 10.000 inhabitantes y siete pueblos cerca. Hasta 1960, Leinefelde fue un pueblo de 1.000 inhabitantes. Porque esta un cruce del ferrocarril, la junta de la República Democrática Alemana domicilió varias fábricas y zonas residenciales dentro de Leinefelde. Desde 1969 tiene las derechos de una ciudad. En 2004, Leinefelde y Worbis están conjunto de una municipio. La ciudad y la región «Eichsfeld» tienen una población mayoritariamente católica mientras el resto de Turingia es mayoritariamente luterano o ateísta.   

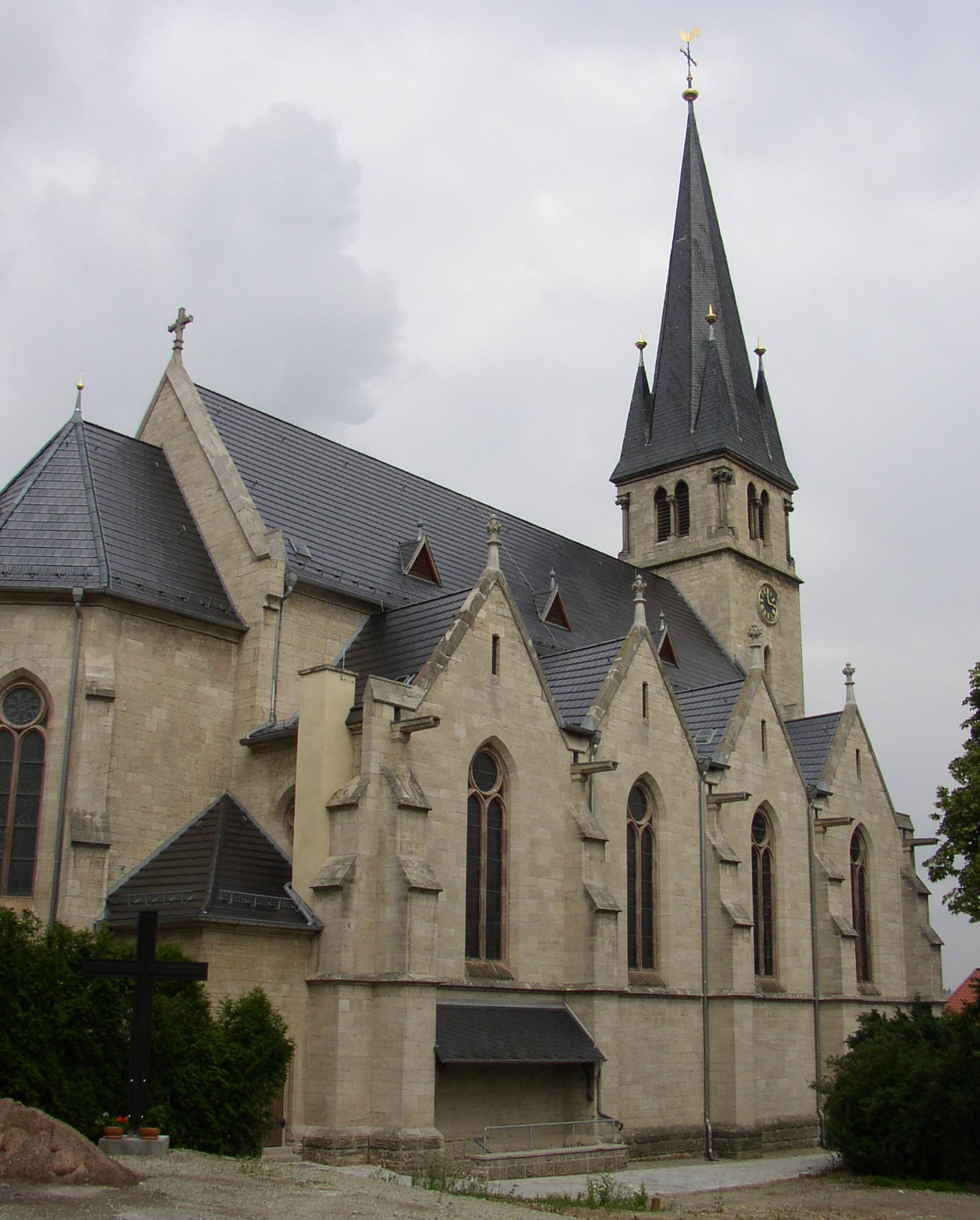
Iglesia mayor de Leinefelde
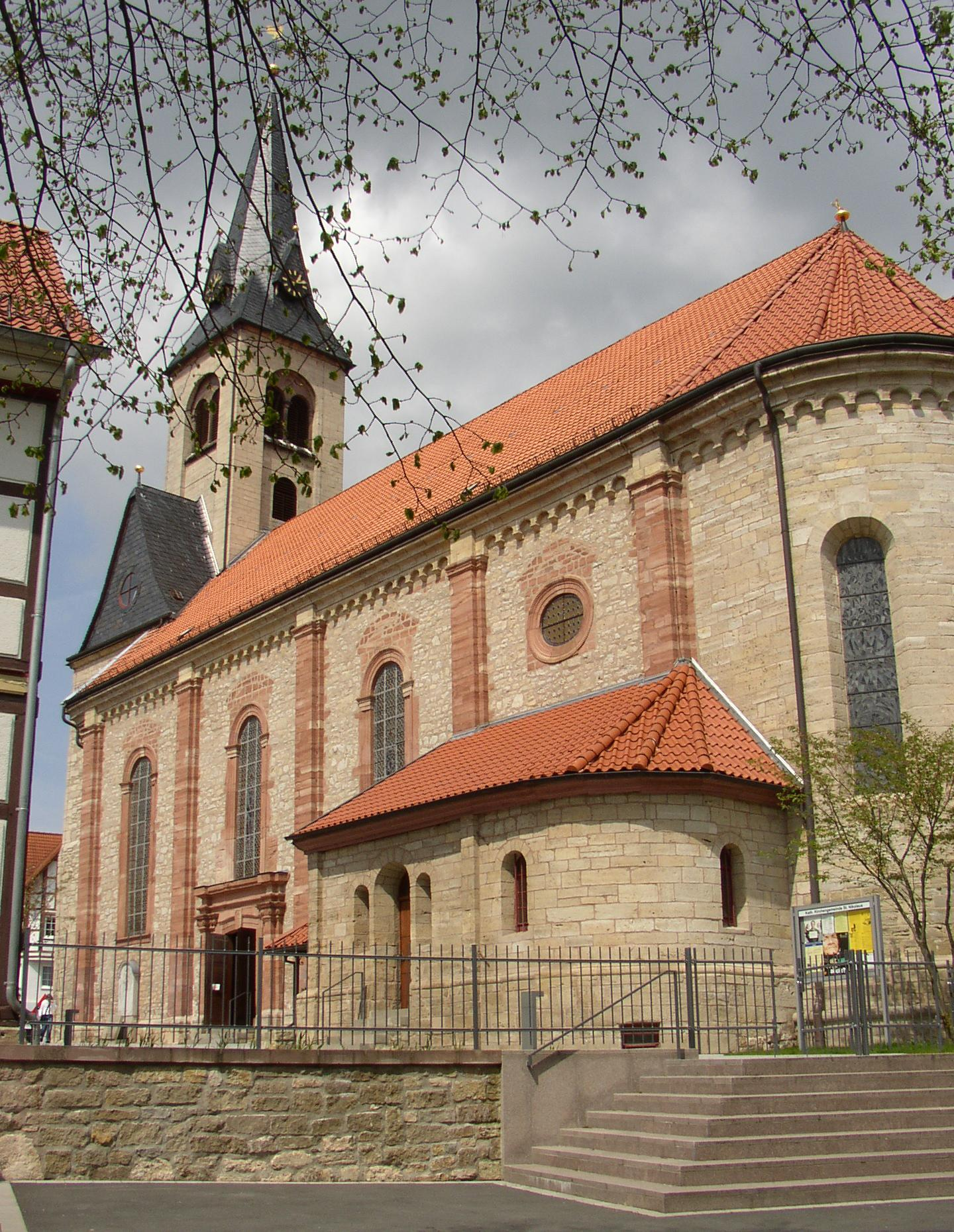
Iglesia mayor de Worbis
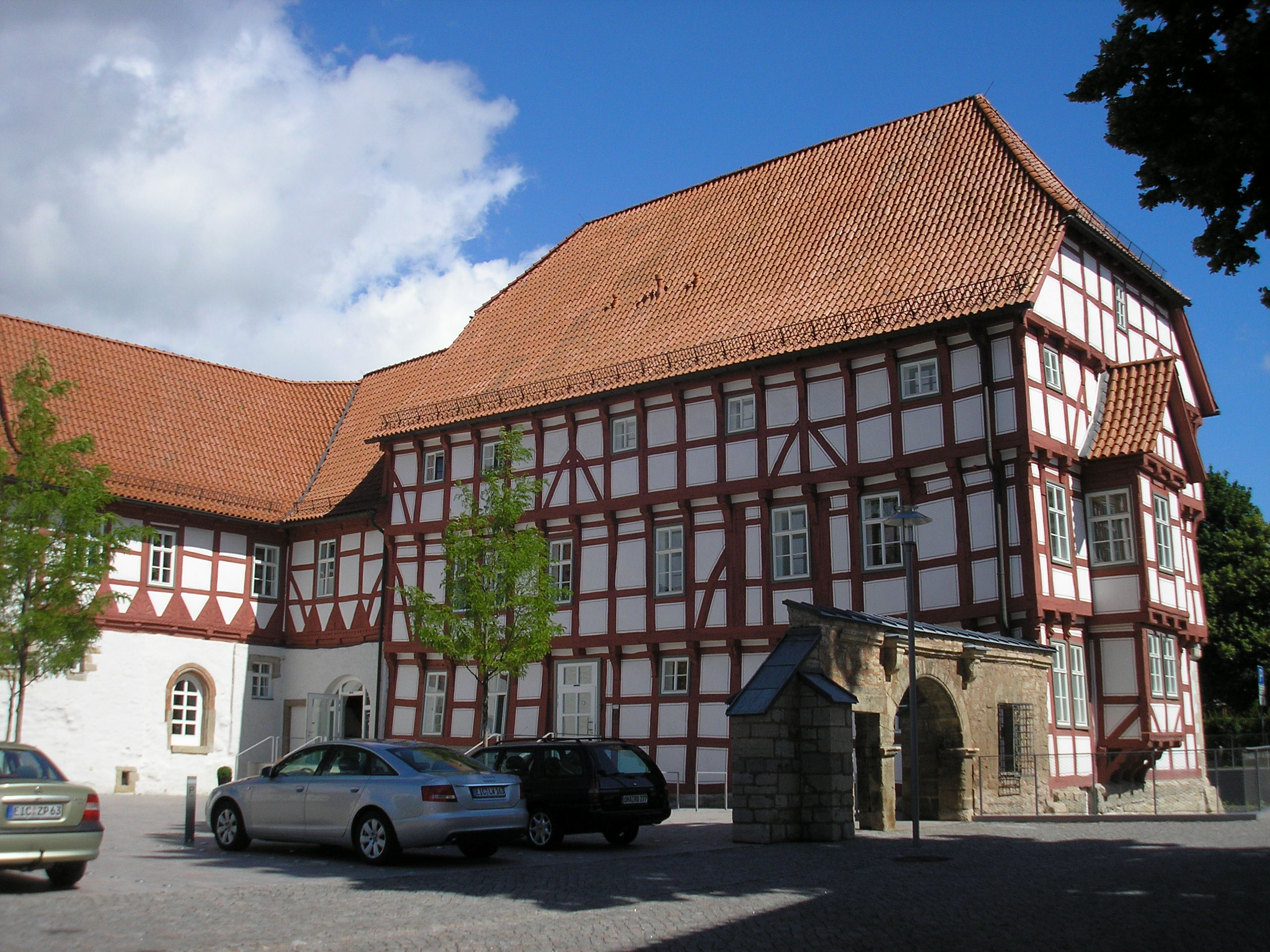
Ayuntamiento de Worbis
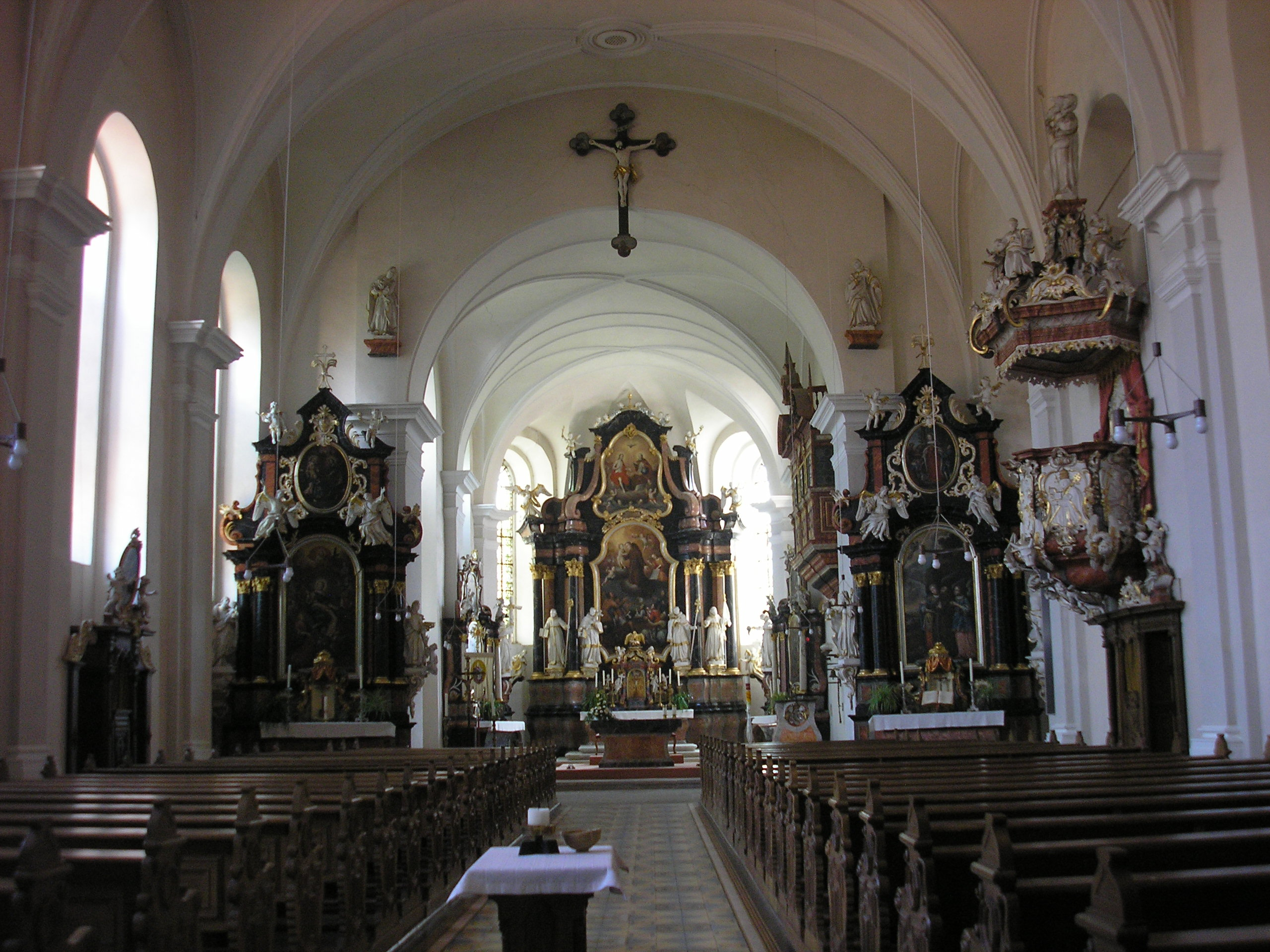
En el monasterio de Worbis
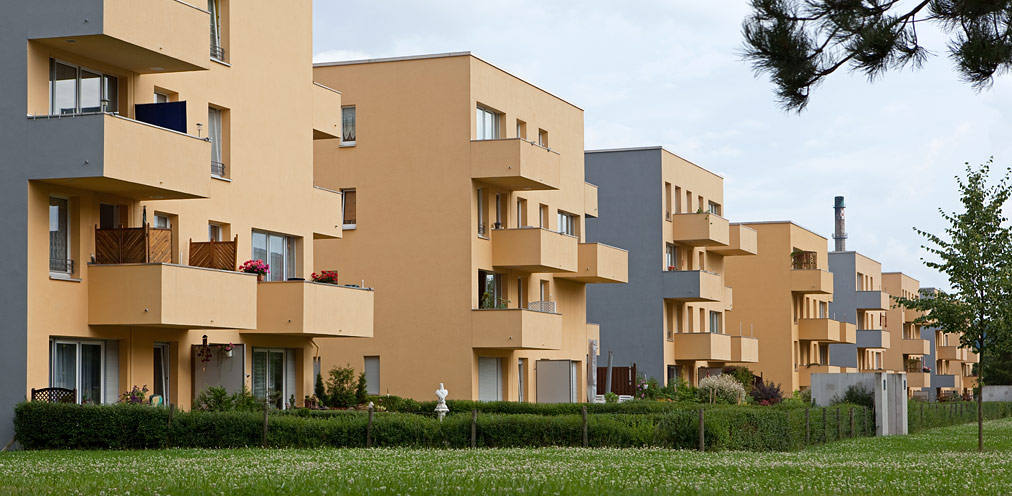
Panelákes rehabilitados en Leinefelde